# Lago de Lona
O Lago Lona é um lago localizado a uma altitude de 2.640 m próximo da localidade de Grimentz, no cantão de Valais, na Suíça.